# Andrew Whaley
Andrew Whaley, zimbabvejski dramatik in igralec, * 1958, Zimbabve.